# Circuit de Mosport
El Canadian Tire Motorsport Park, conegut antigament com a Mosport Park o Mosport International Raceway, és un circuit de curses situat a Bowmanville, a la província d'Ontario, Canadà. Va acollir vuit edicions del Gran Premi del Canadà de Fórmula 1 del 1967 al 1977, una del Gran Premi del Canadà de motociclisme (1967) i tres rondes del Campionat del Món de Superbike (1989-1991).

## Història
Amb la idea de construir un circuit a Ontario, el British Empire Motor Club (BEMC) va identificar el 1958 una zona muntanyosa disponible al nord de Bowmanville i per tal de tirar endavant la iniciativa va crear una empresa especial, "Mosport Limited" ("Mosport" és una contracció de 'Motor Sport'). El responsable del projecte, Alan Bunting, va dissenyar una pista molt ràpida amb forts desnivells i revolts molt desafiants per als pilots, entre ells una forquilla (el revolt 5) a l'extrem oposat de la recta d'arribada. Bunting, però, va acceptar el suggeriment del pilot Stirling Moss, que durant una visita a les obres va proposar de transformar aquest revolt en un de doble tancat per tal d'afegir-hi dificultat i interès per als pilots (aquest revolt s'anomena 'Moss Corner' en honor seu). Les obres de construcció del circuit van ser lentes, entre altres motius, a causa del mal temps i de l'escassetat de mà d'obra, cosa que va provocar la duplicació dels costos de construcció.

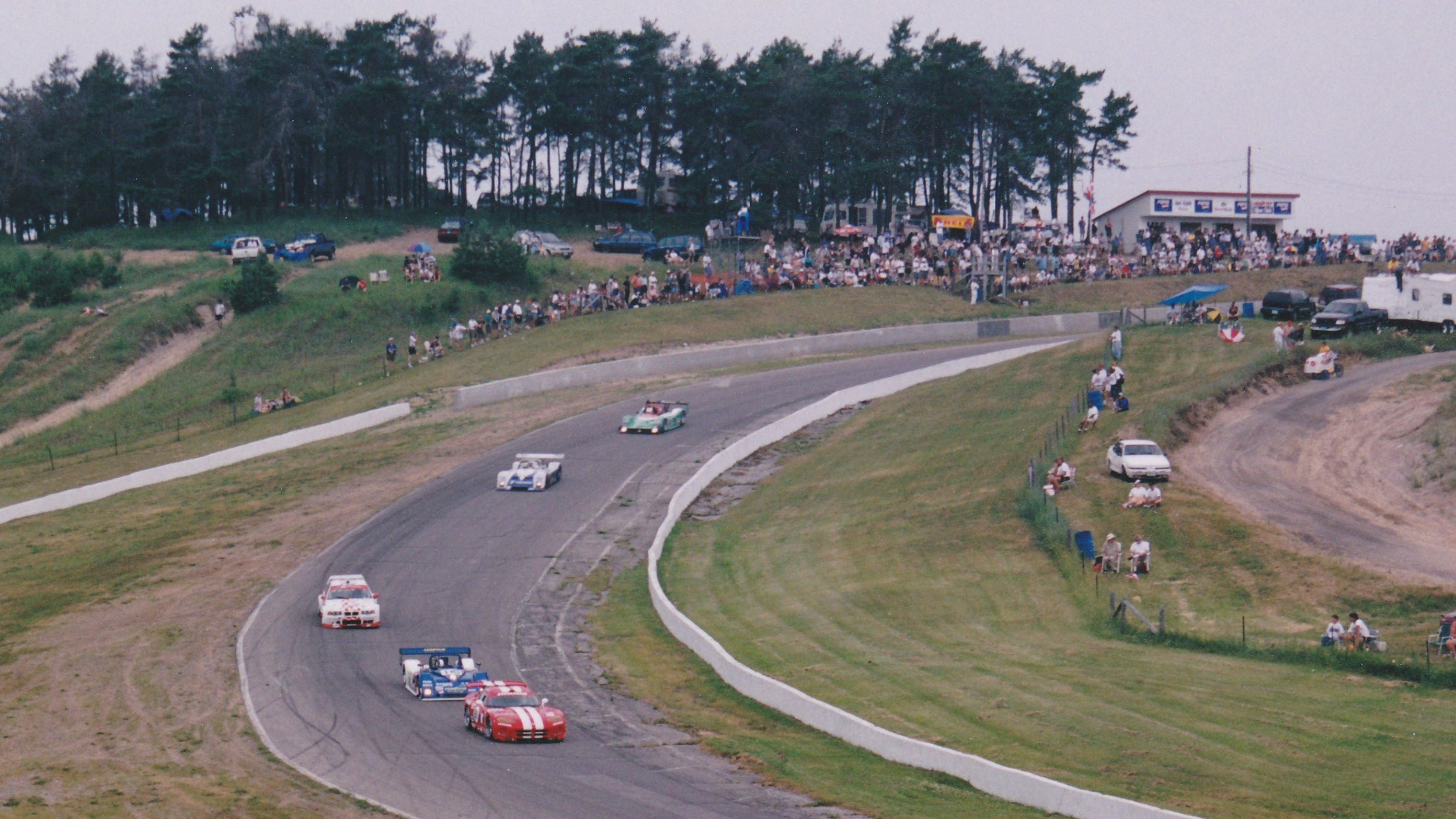
El Gran Premi de Mosport de 1999

L'autòdrom, el traçat del qual està format per 10 revolts i té una longitud de poc menys de 4 km, es va acabar el maig de 1961 i es va inaugurar amb una cursa internacional de cotxes esportius, la Player's 200, organitzada per l'Oakville Trafalgar Light Car Club el 25 de juny de 1961. El guanyador en fou Stirling Moss amb un Lotus 19. La primera competició important que es va disputar a Mosport va ser la CanAm, que hi va debutar a la temporada de 1966 i s'hi va mantenir anualment tret de la temporada de 1968. El 1967, l'any del centenari del Canadà, Mosport va organitzar curses de la IndyCar i els primers Grans Premis del Canadà de motociclisme i de Fórmula 1 de la història.
A més de la Fórmula 1 i del mundial de motociclisme, el circuit va acollir altres competicions puntuables per a campionats del món, com ara el de resistència i el de Superbike. El 1991, a la cursa d'aquest darrer campionat hi van córrer només 19 pilots canadencs i nord-americans, tots ells inscrits com a wild cards, ja que tots els inscrits que participaven al campionat van protestar per la perillositat de la pista. Aquest fet va empènyer els organitzadors a eliminar del calendari de 1992 la ronda canadenca. Des de 1998, la propietat de l'equipament pertany al Grup Panoz.

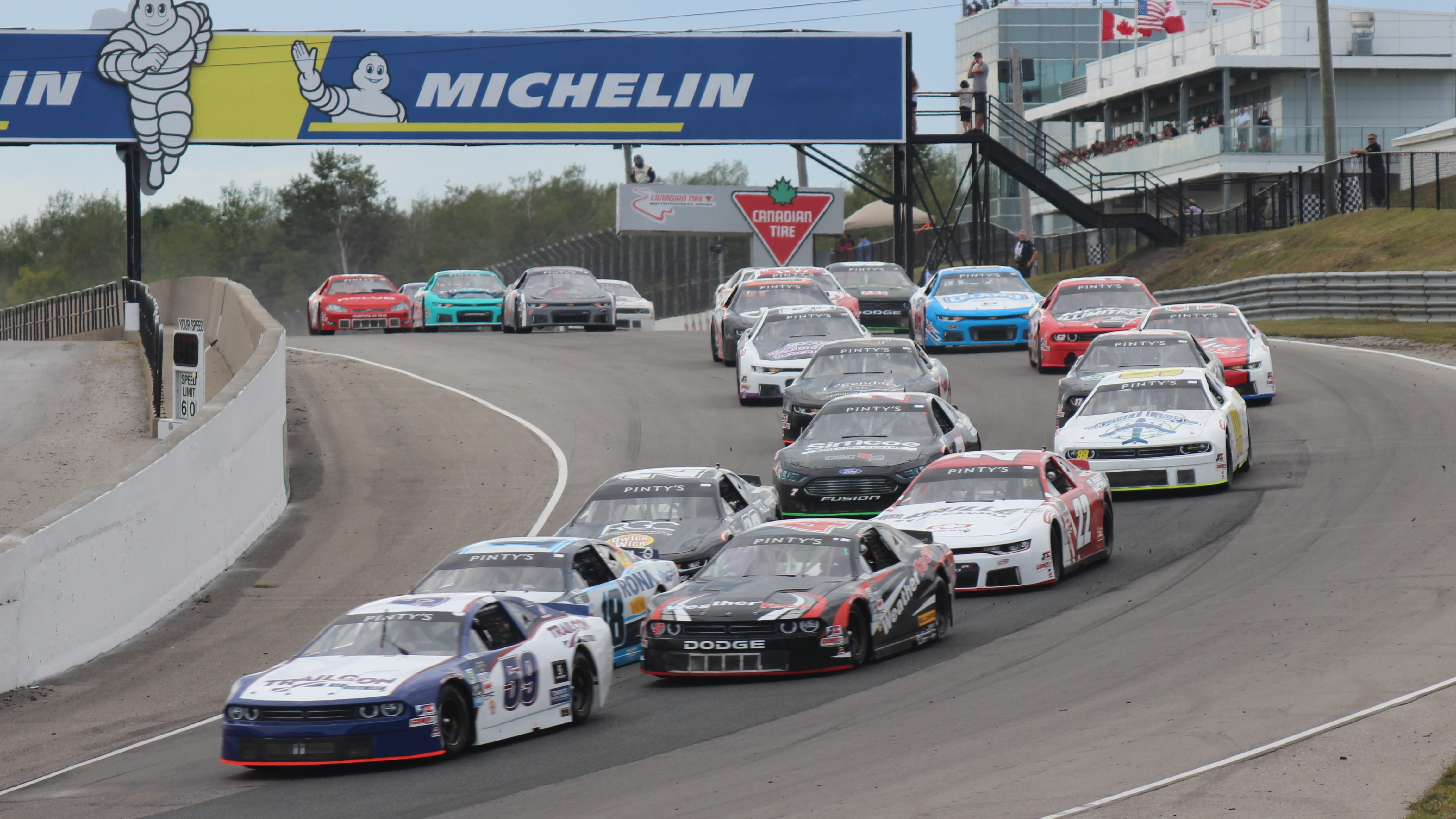
Una cursa de la NASCAR el 2021

Entre les curses acollides en els últims temps hi ha una prova de l'American Le Mans Series i una de la NASCAR canadenca. El 2001 es va reasfaltar completament la pista per tal de complir amb les normes de la FIA i es va augmentar la franja d'asfalt fins a una amplada de 12,8 metres. Per no distorsionar el circuit, al projecte s'hi van implicar alguns pilots i els canvis es van aplicar de manera que no afectessin l'antiga "trajectòria ideal", que es va mantenir pràcticament inalterada.

### Accidents mortals
A Mosport hi ha hagut diversos accidents fatals, el més conegut dels quals va ser el de Manfred Winkelhock el 1985, en què es va morir en xocar amb el seu Porsche 962 contra un mur de formigó.

## Circuits secundaris
A més de la pista principal, coneguda com a Circuit de Gran Premi, l'autòdrom disposa d'un circuit secundari separat, el Centre de Desenvolupament de Conductors. Del 1989 al 2013, a més, va estar actiu un petit circuit oval, el Mosport Speedway.

### Centre de desenvolupament de conductors
L'estiu del 2000 es va inaugurar el Driver Development Center, una pista d'1,7 km de llarg amb 12 revolts destinada als cursos de conducció de la Bridgestone Racing Academy, els programes educatius de la qual requerien una pista que tingués menys revolts cecs i menys parets properes a la pista.
Arran de la creixent demanda d'ús competitiu del circuit de Gran Premi, a la tardor de 2013 es va allargar i reconstruir la petita pista d'entrenament per tal d'acollir-hi també competicions: ara té dues configuracions, una de 2,2 km i una de 2,9 km, un carril de boxs real, una Skidpad (pista de derrapatge) i un centre polivalent amb aules i altres equipaments.

### Mosport Speedway

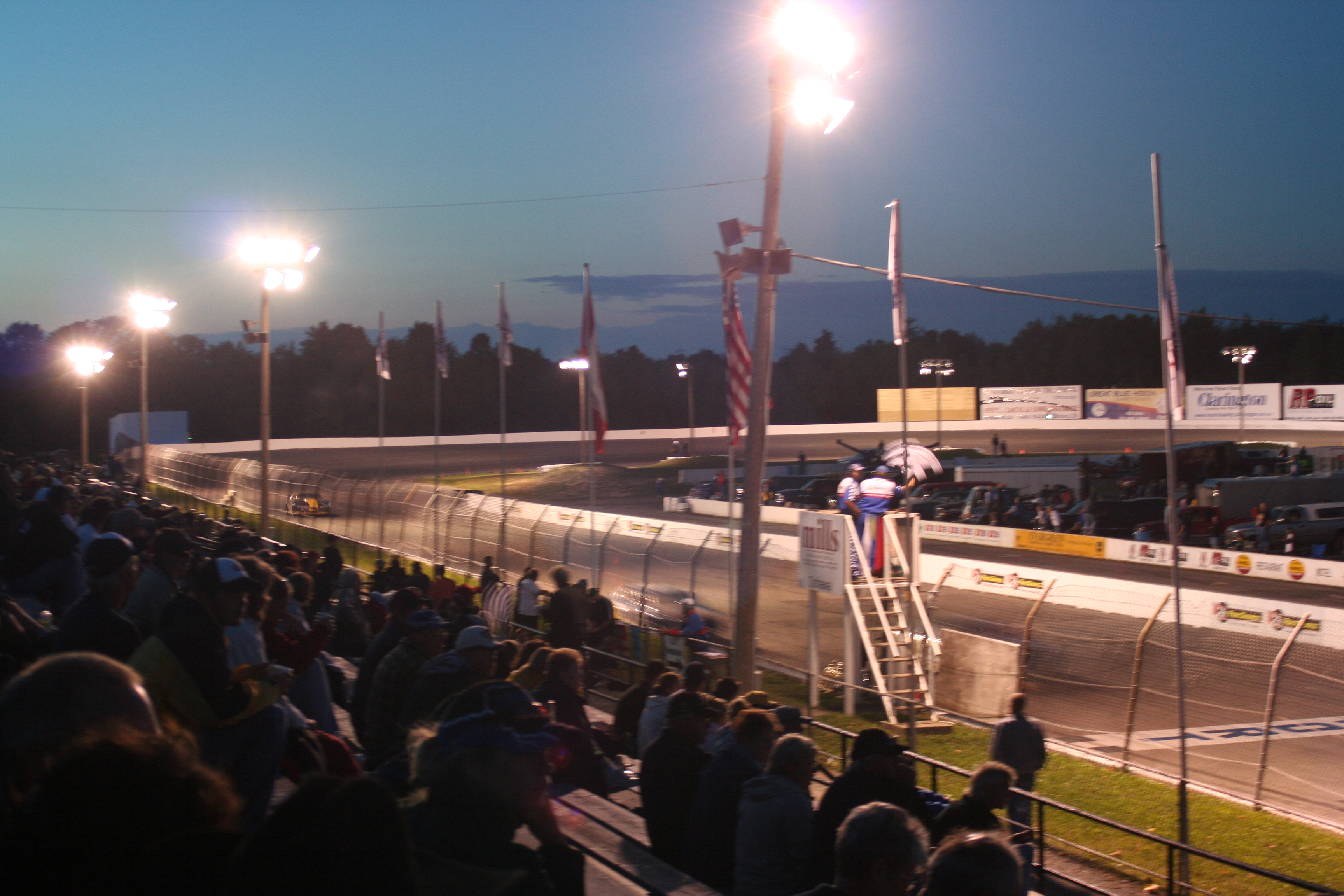
Una cursa al Mosport Speedway el 2005

El Mosport Speedway va ser una pista oval situada al nord-oest de la zona on es troba l'autòdrom. Tenia dues rectes d'aproximadament 250 metres, revolts peraltats de 6° d'inclinació i dues tribunes amb una capacitat total de 8.500 espectadors asseguts. Nascut com a pista de dirt track amb el nom de Mosport's Ascot North (nom inspirat en el cèlebre circuit Ascot Park de Gardena (Califòrnia), va acollir la primera competició el juliol de 1989 amb una prova reservada a midgets i sprint cars, però les curses següents van ser cancel·lades després que la superfície es danyés irremeiablement en les primeres competicions disputades.
Aquell mateix estiu, la pista va ser pavimentada i rebatejada com a Mosport International Speedway i durant 24 anys va acollir regularment curses de stock cars tots els dissabtes a la nit de maig a setembre, a més de curses locals i nacionals per a moltes altres categories. El juliol de 2013 es va anunciar el tancament de l'equipament per tal de donar lloc a l'ampliació del Driver Development Center.

## Galeria

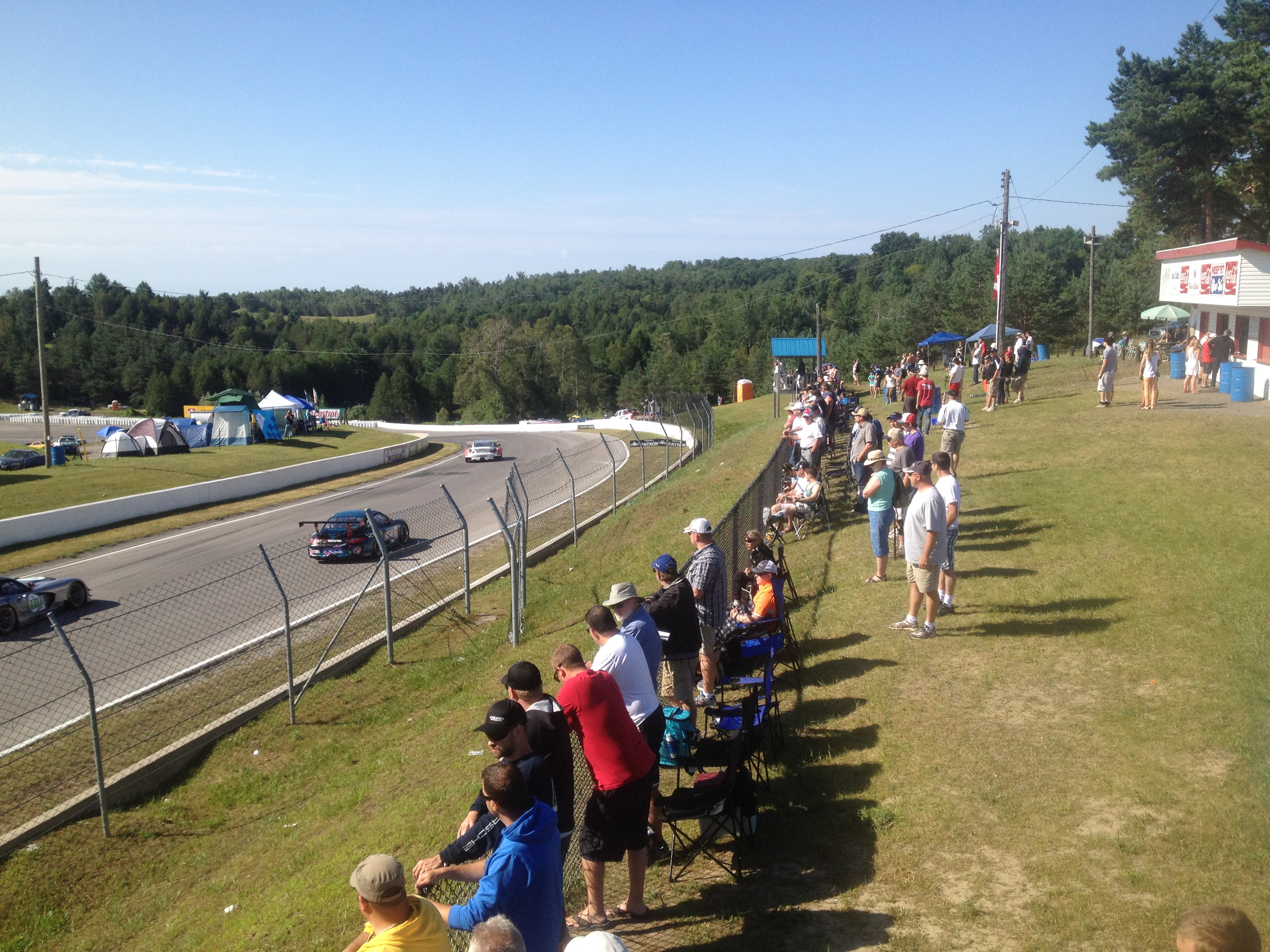
Del Clayton Corner al revolt 2
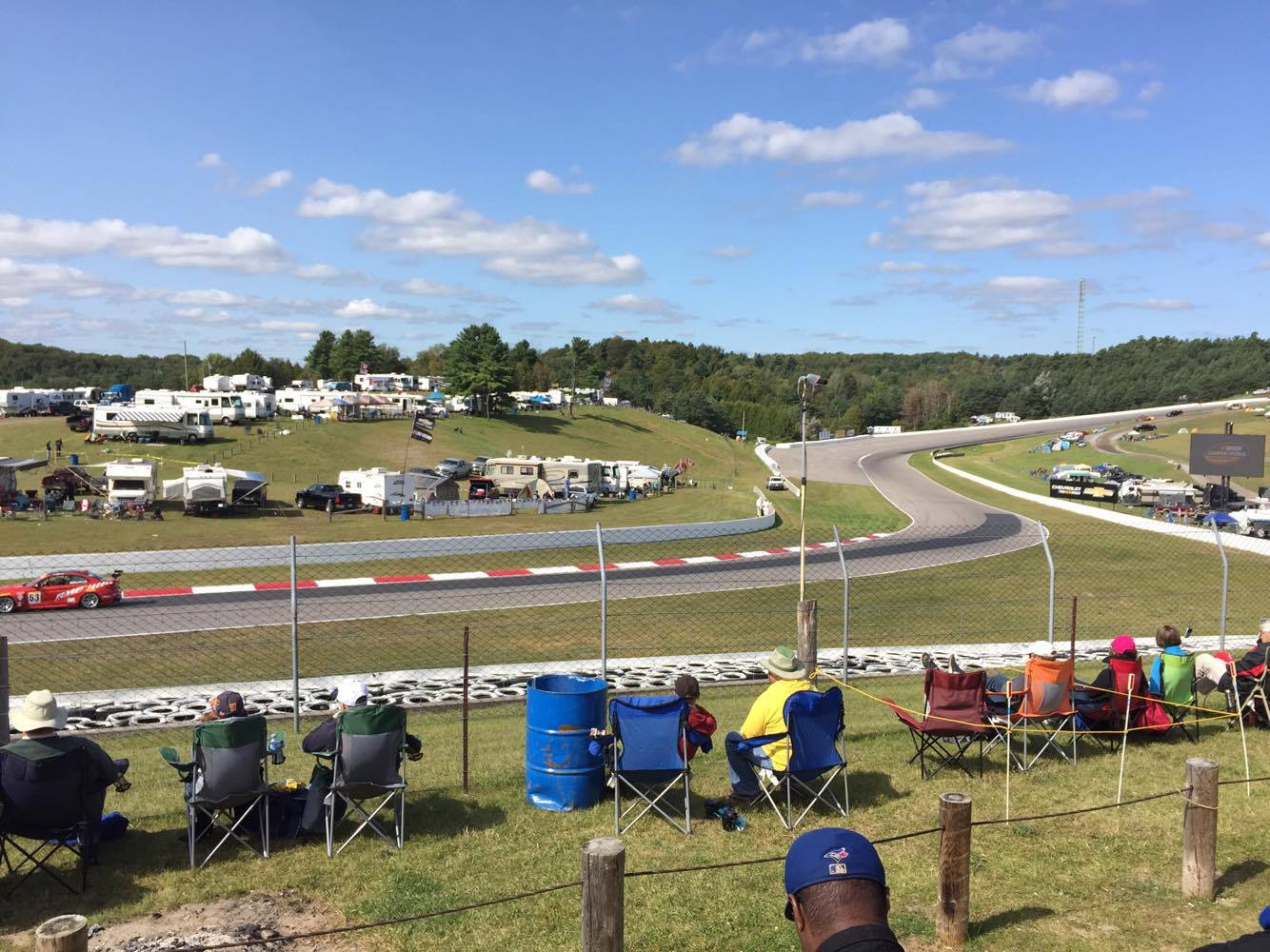
El revolt 3
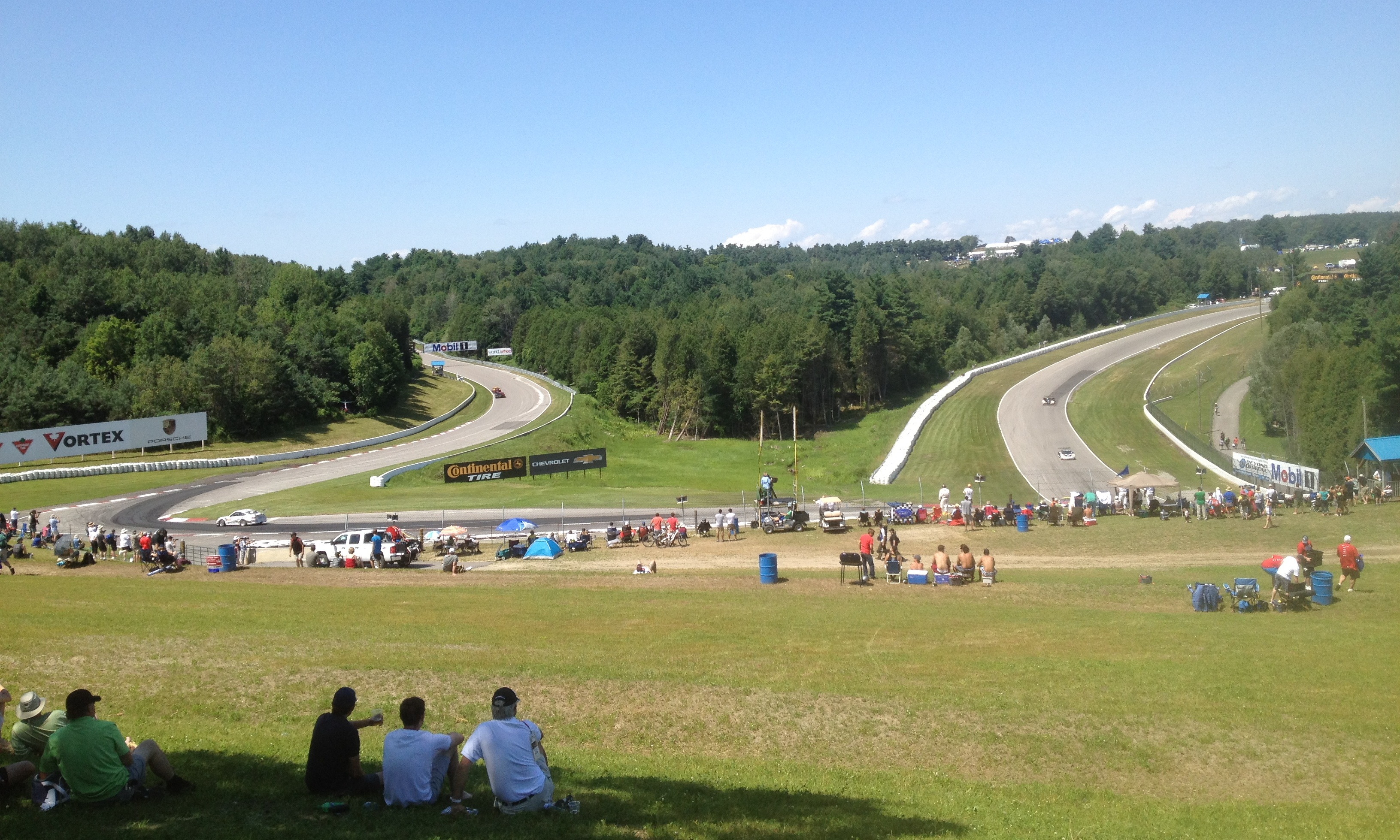
Del Moss Corner als revolts 5a i 5b
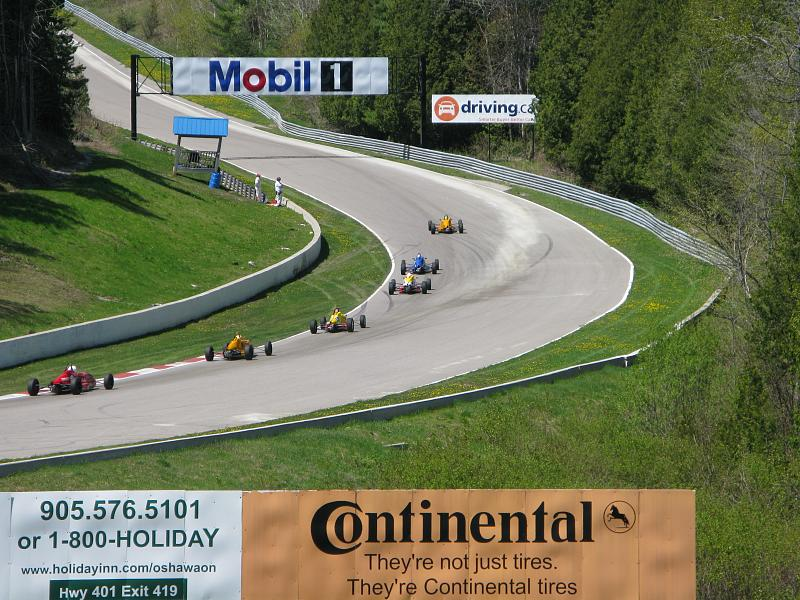
El revolt 5c
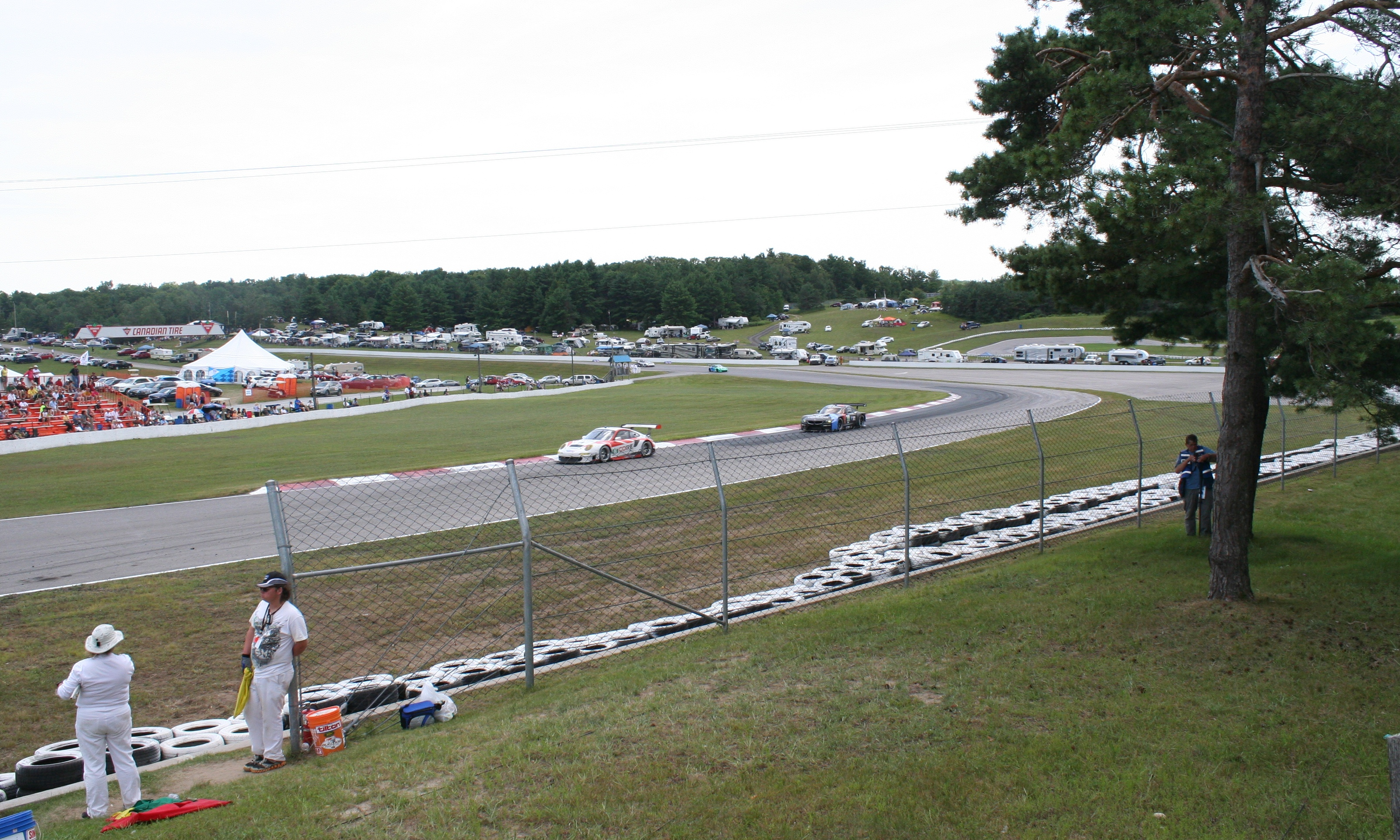
El revolt 8, entrant a The Esses

## Guanyadors del GP del Canadà de F1 a Mosport
| Any  | Pilot              | Equip           | Resultats |
| ---- | ------------------ | --------------- | --------- |
| 1977 | Jody Scheckter     | Wolf - Ford     | Resultats |
| 1976 | James Hunt         | McLaren - Ford  | Resultats |
| 1974 | Emerson Fittipaldi | McLaren -Ford   | Resultats |
| 1973 | Peter Revson       | McLaren - Ford  | Resultats |
| 1972 | Jackie Stewart     | Tyrrell - Ford  | Resultats |
| 1971 | Jackie Stewart     | Tyrrell - Ford  | Resultats |
| 1969 | Jacky Ickx         | Brabham - Ford  | Resultats |
| 1967 | Jack Brabham       | Brabham - Repco | Resultats |